# 小川俊雄
小川 俊雄（おがわ としお、1927年2月8日 - 2014年3月10日）は、日本の物理学者。高知大学名誉教授。理学博士（京都大学、1961年）。専門は大気電気学。退官後はマイナスイオンの研究も行った。位階は従四位。

## 経歴
- 京都大学助教授を経て高知大学教授
- 日本大気電気学会会長、国際大気電気学委員会会長
- 日本トリム研究所所長
- アイケン工業株式会社顧問[4]
- 日本大気電気学会名誉会員、国際大気電気学委員会名誉委員。高知大学名誉教授
- 全国カンゲン医学学会理事長[5]

### 晩年の活動
高知大学退官後は、サイエンス・ラボラトリー・インターナショナルの代表として、大気電気学だけでなく、堀口昇と共同でマイナスイオンの生体影響に関する研究にも力を入れた。
マイナスイオン関係の著書に、『マイナスイオン　健康効果の原理』(単著）がある。また大気電気学の著書に、『大気電気学概論』(共著）がある。
なお『大気電気学概論』においてマイナスイオンの生体影響に関する内容を執筆しているが、その一部の記述に対して、大阪大学菊池誠教授からブログ上で批判を受けている。
2014年3月10日午後10時50分、前立腺癌のため自宅で死去。87歳没。歿日付で従四位。瑞宝小綬章受章。